# Jean d’Ormesson
Jean d’Ormesson (Párizs, 1925. június 16. – Neuilly-sur-Seine, 2017. december 5.) francia író, a Francia Akadémia tagja. Műveiből, amelyeket ceruzával írt (sem számítógépe, sem írógépe nem volt) gyönyörű, klasszikus francia nyelven, elegáns, visszafogott stílusban, az a rendíthetetlen hit árad, hogy az élet szép, s e szépség ad értelmet neki. („Hogy van-e Isten, azt csak ő maga tudja” – írja francia szellemességgel.)  Franciaországban az 1970-es évektől haláláig a legolvasottabb írók közé tartozott: évente eladott könyveinek száma 100 000 és 350 000 között mozgott, s még 2011-ben, 86 éves korában is ő volt a párizsi könyvvásár egyik sztárja. Idegen nyelvekre azonban alig fordították: olyan, mint a jó sajt – írta róla egy hetilap –, tipikusan francia, nehéz exportálni.

## Életpályája
Jean Bruno Wladimir François-de-Paule Le Fèvre d'Ormesson (rövidebben: Jean d’Ormesson, néha: Jean d’O) 1925. június 16-án született Párizsban. Anyja, Marie Anisson du Perron a francia arisztokrácia monarchista rétegéhez tartozott, apja, André d’Ormesson azonban a „felvilágosult” arisztokráciához: őt „vörös márkinak” is nevezték, mert 1936-ban nagyköveti kinevezést fogadott el Léon Blum népfrontkormányától, a második világháború alatt pedig zsidókat bújtatott.

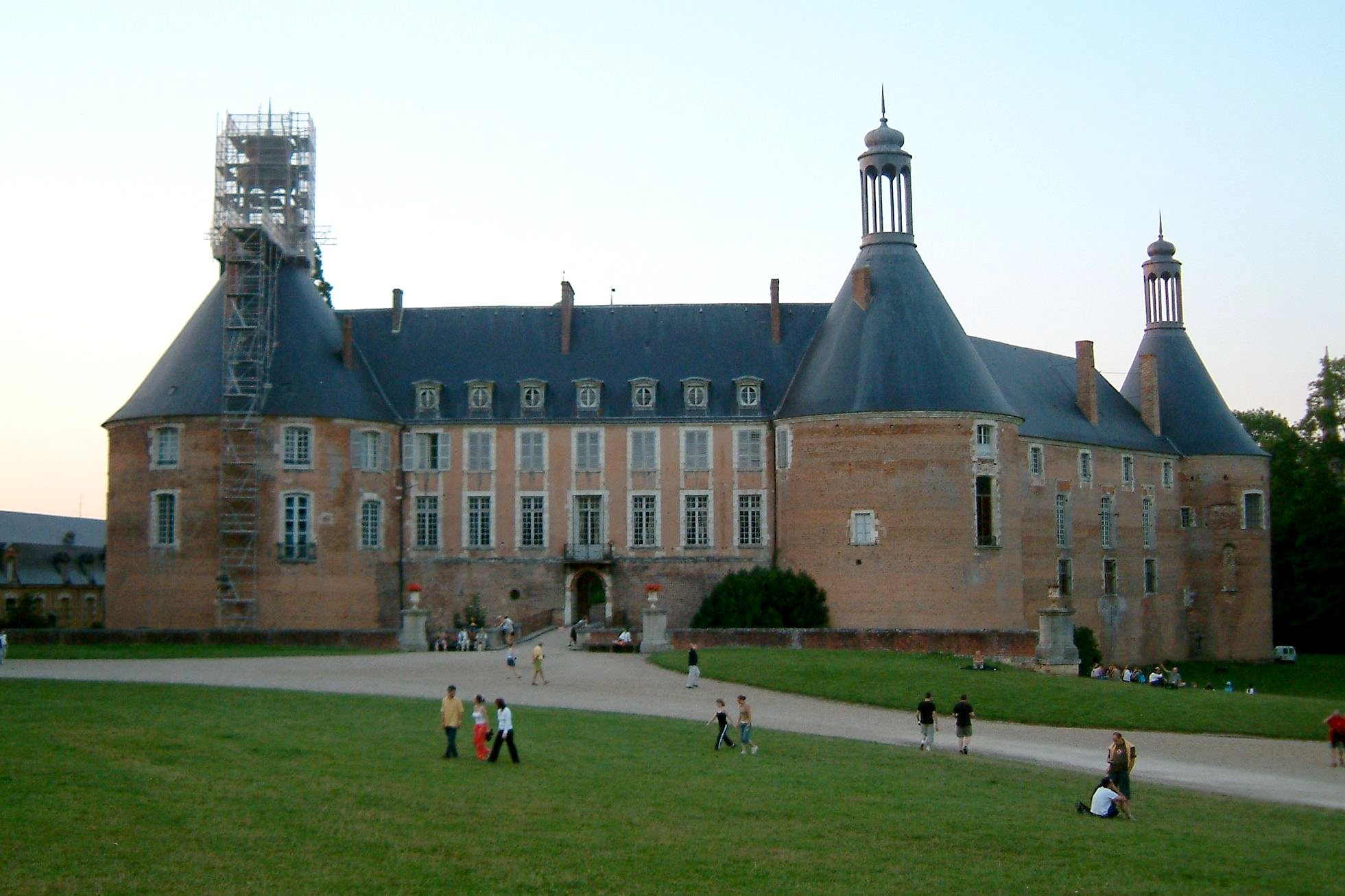
A saint-fargeau-i kastély

Jean d’Ormesson gyerekkorát Burgundiában, anyja családjának saint-fargeau-i kastélyában, és diplomata apja állomáshelyein: Németországban, Romániában, Brazíliában töltötte. A kastélynak és a „régi világ” összeomlásának talán legjobb regényében, az „Au plaisir de Dieu” (Isten tetszése szerint) címűben állított emléket.
Alig háromhetes volt, amikor apját, André d’Ormesson márkit hét évre Bajorországba, Münchenbe küldték követnek. Érthető, hogy gyerekkorában jobban beszélt németül (ha akcentussal is), mint franciául. 1933-ban aztán Bukarestbe költözött a család, ahol André d’Ormesson már nagykövetként képviselte Franciaországot, akárcsak később, 1937-től 1939-ig Brazíliában.
Jean d’Ormesson középiskolás koráig magántanuló volt, de a középiskolában is könnyen tanult, s kiváló tanulmányi eredményt ért el. A párizsi Louis-le-Grand gimnáziumban különösen élvezte a későbbi külügyminiszter, Georges Bidault történelemóráit. 1939 szeptemberében, amikor a német páncélosok lerohanták Lengyelországot, André d’Ormesson – félve attól, hogy a német légierő esetleg Párizst is bombázni fogja – vidékre menekítette családját, s Jean a clermont-ferrand-i gimnáziumban folytatta tanulmányait, majd – miután a németek 1942. november 11-én Dél-Franciaországot, az ún. „szabad övezetet” is megszállták, és a család visszatért Párizsba –, a neves párizsi Henri-IV gimnáziumban. 1945-ben felvételt nyert az École normale supérieure-be, ahol filozófiatanára az a marxista filozófus, Louis Althusser lett, aki később, a hatvanas években a francia strukturalizmus egyik vezéralakjaként vált ismertté. Rövid időre d’Ormesson is az École-ban uralkodó kommunista ideológia hatása alá került, s még a CGT szakszervezetbe is belépett!
Tanulmányai befejeztével néhány hónapig ógörögöt és filozófiát tanított egy párizsi gimnáziumban, majd apja egyik ismerősének segítségével az UNESCO Nemzetközi Filozófiai Tanácsához került, s négy évtizeden át kedvére – az UNESCO költségére – utazgathatott szerte a világban, megismerhette Angkort és Borobudurt, a Machu Picchut és Abu Szimbelt, Szamarkandot és Perszepoliszt, Indiát, Kínát, Afganisztánt, Japánt, Mexikót, Chilét, Marokkót és a „kulturális világörökség” sok más helyszínét.
Első, L’amour est un plaisir (A szerelem öröm) c. regénye 31 éves korában, 1956-ban jelent meg. Barátságról, szerelemről, Provence-ról és a Riviéráról szól. Bár a kritika jól fogadta, mindössze 2 000 példányt tudtak eladni belőle. E kudarc nem kedvetlenítette el az írót: öt további regényt publikált első nagy sikere, az 1971-ben a Gallimard kiadónál megjelent és egy képzeletbeli birodalomról szóló műve, a La gloire de l’Empire (A birodalom dicsősége) előtt.
1962-ben feleségül vette Françoise Béghint, a svájci cukorgyáros dinasztia egyik örökösét. Még abban az évben megszületett egyetlen gyermeke, lánya, Héloïse d’Ormesson, aki jelenleg a 2004-ben alapított és a nevét viselő könyvkiadó igazgatója.
Jean d’Ormessont 1973-ban tagjává választotta a Francia Akadémia. Az író később szerette volna beválasztatni a „halhatatlanok” közé Raymond Aron filozófust és Louis Aragon költőt is, de e próbálkozásai kudarcot vallottak. Viszont nagy sikerként könyvelhette el, hogy 1980-ban az ő javaslatára választották a Francia Akadémia tagjává az első nőt, Marguerite Yourcenart.
1974-től 1977-ig az egyik legbefolyásosabb francia napilap, a Le Figaro főszerkesztője is volt; itt megjelent vezércikkei tovább növelték hírét, népszerűségét.
A hetvenes évektől gyakori vendég volt a francia televíziós csatornák irodalmi műsoraiban is, amelyeknek szerkesztői nagyra értékelték széles körű műveltségét épp úgy, mint szerénységét, amellyel mások könyveiről beszélt.
A „La gloire de l’Empire” 1971-es nagy sikere szárnyakat adott az addig is termékeny írónak: haláláig, 2017-ig még 35 könyvét jelentette meg a Gallimard, a Lattès, a Grasset, a Robert Laffont vagy éppen a lánya által vezetett Héloïse d’Ormesson kiadó. 
2017. december 5-én, 92 éves korában halt meg. Gyászszertartásán, az Invalidusok palotájában, Emmanuel Macron francia köztársasági elnök búcsúztatta, aki gyászbeszédének végén egy ceruzát helyezett a francia zászlóval letakart koporsóra.

## Művészete

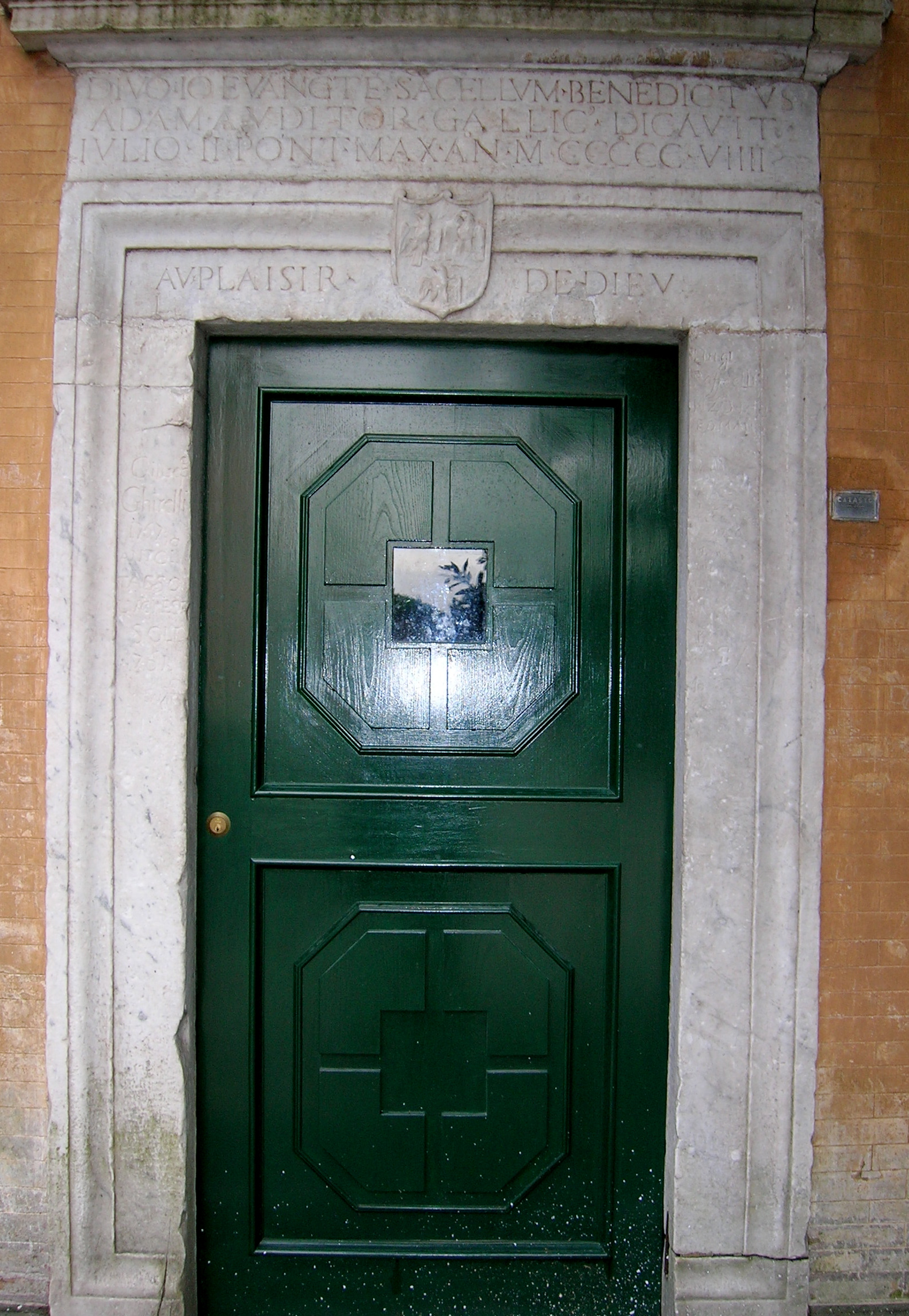
A San Giovanni a Porta latina kápolnájának ajtaja az Au plaisir de Dieu felirattal

Jean d’Ormesson műveit áthatja az életöröm és a tudás öröme. Művészete mindenekelőtt abban áll, hogy ezt az életérzést elegánsan, visszafogottan s mégis érdekfeszítően tudja leírni. Könyveiben – amelyek jobbára önéletrajzi regények vagy általános emberi problémákkal foglalkozó esszék – nem szépíti arisztokrata őseinek múltját, de megkapó képet fest a saint-fargeau-i kastély lakóinak régi világáról épp úgy, mint e világ lassú eltűnéséről, a francia társadalom és az emberi kapcsolatok 20. századi átalakulásáról. A franciák talán azért is szeretik, mert ez a kép kitakarások nélküli, mégis szeretni való: az író lelkében, szívében tovább él a múlt varázsa, de hisz abban, hogy az új világ sem lesz rosszabb a réginél, s hogy a fiatalok nem rosszabbak – az általa következetesen elítélt 1968-as párizsi diáklázadás ellenére sem –, mint amilyenek az öregek voltak, ha az öregek nem is mindig képesek megérteni őket.  
Fő művében, melynek címét: Au plaisir de Dieu (Isten tetszése szerint) a San Giovanni a Porta latina római templom kápolnájának ajtaja felett találta, így vall erről: J’ai vu, en soixante-dix ans, tout mourir autour de moi, tout changer, tout renaître autrement, et je ne comprends plus grand-chose, que les plus jeunes me pardonnent, à ce monde que je vais quitter. (Hetven év alatt láttam, amint körülöttem minden elmúlik, minden megváltozik, minden újjászületik más formában, s bocsássanak meg a nálam fiatalabbak, de én már nem igazán értem e világot, melyet elhagyni készülök.)  
Egyik önéletrajzi írásában, a C'était bien-ben (Szép volt!) pedig így: Je ne sais pas quel avenir est en train de se préparer ni ce qui viendra après moi. Mais je sais qu'après, à coup sûr, ce ne sera pas pire qu'avant. Une médiocrité sans nom? Hé là! Après un passé de légende, ce que nous avons fait nous-mêmes n'était pas si brillant. Des horreurs, peut-être? J'en ai connu aussi. Si étrange que ce puisse paraître, le monde après nous continuera à tourner. (Nem tudom, milyen jövő készülődik, milyen lesz a világ, amikor én már nem leszek. De abban biztos vagyok, hogy nem lesz rosszabb, mint amilyen előtte volt. Szürke középszerűség fenyeget? Ugyan! A legendás múlthoz képest az sem volt valami fényes, amit mi csináltunk. Borzalmak jönnek talán? Én is megéltem borzalmakat. Bármilyen furcsának tűnjék is, a föld akkor is forogni fog, amikor mi már nem leszünk.) 

## Művei
- 1956 – L’amour est un plaisir (A szerelem öröm) (Éditions Julliard)
- 1959 – Du côté de chez Jean (Mi van Jeannal ?) (Éditions Julliard)
- 1960 – Un amour pour rien (Szerelem semmiért) (Éditions Julliard)
- 1966 – Au revoir et merci (Viszontlátásra, és köszönöm) (Éditions Julliard)
- 1968 – Les Illusions de la mer (Tengeri illúziók) (Éditions Julliard)
- 1971 – La Gloire de l'Empire (A birodalom dicsősége) (Éditions Gallimard) – Az író első nagy sikerű műve, amely elnyerte a Francia Akadémia Nagydíját.
- 1974 – Au plaisir de Dieu (Isten tetszése szerint) (Éditions Gallimard)
- 1978 – Le Vagabond qui passe sous une ombrelle trouée (Vándor lyukas esernyővel) (Éditions Gallimard)
- 1981 – Dieu, sa vie, son œuvre (Isten élete és művei) (Éditions Gallimard)
- 1982 – Mon dernier rêve sera pour vous (Utolsó álmomat Önről álmodom) (Éditions Jean-Claude Lattès)
- 1984 – Jean qui grogne et Jean qui rit (János, aki morog és János, aki nevet) (Éditions Jean-Claude Lattès)
- 1985 – Le Vent du soir (Az esti szél – a két következő regénnyel trilógiát alkot; négy nővér története, akik találkoznak Sztálinnal, Eva Braunnal, Rudolf Hess-szel, Churchillel és több más történelmi személyiséggel.) (Éditions Jean-Claude Lattès)
- 1986 – Tous les hommes en sont fous (Minden férfi bolondul érte) (Éditions Jean-Claude Lattès)
- 1987 – Le Bonheur à San Miniato (A boldogság San Miniatóban) (Éditions Jean-Claude Lattès)
- 1988 – Album Chateaubriand (Chateaubriand-album) (Éditions Gallimard, Bibliothèque de la Pléiade)
- 1989 – Garçon de quoi écrire – Entretiens avec François Sureau (Pincér, íróeszközt kérek ! – Beszélgetések François Sureau-val) (Éditions Gallimard)
- 1991 – Histoire du juif errant (A bolygó zsidó története) (Éditions Gallimard)
- 1992 – Tant que vous penserez à moi – Entretiens avec Emmanuel Berl (Amíg gondol rám – Beszélgetések Emmanuel Berllel) (Éditions Grasset)
- 1994 – La Douane de mer (A velencei Vámház) (Éditions Gallimard)
- 1996 – Presque rien sur presque tout (Szinte semmi szinte mindenről) (Éditions Gallimard)
- 1997 – Casimir mène la grande vie (Casimir éli világát) (Éditions Gallimard)
- 1997 – Une autre histoire de la littérature française (A francia irodalom egy másik története) , 1. kötet (Éditions NiL)
- 1998 – Une autre histoire de la littérature française (A francia irodalom egy másik története) , 2. kötet (Éditions NiL)
- 1999 – Le Rapport Gabriel (Gábriel arkangyal jelentése) (Éditions Gallimard)
- 2001 – Voyez comme on danse (Nézzék, hogy táncolunk !) (Éditions Robert Laffont, Combourg-díj)
- 2002 – C'était bien (Szép volt!) (Éditions Gallimard)
- 2003 – Et toi, mon cœur, pourquoi bats-tu ? (És te, szívem, miért dobogsz ?) (Éditions Robert Laffont)
- 2005 – Une fête en larme (Sírva vigadni) (Éditions Robert Laffont)
- 2006 – La Création du monde (A világ teremtése) (Éditions Robert Laffont)
- 2007 – Odeur du temps (Az idő illata) (Éditions Héloïse d'Ormesson (Válogatás a szerző 1969 óta írt újságcikkeiből.)
- 2008 – Qu'ai-je donc fait (Hát mit csináltam ?) (Éditions Robert Laffont)
- 2009 – L'Enfant qui attendait un train (A vonatra váró gyerek) (Éditions Héloïse d'Ormesson)
- 2009 – Saveur du temps (Az idő íze) (Éditions Héloïse d'Ormesson) (A Le Figaróban megjelent cikkeinek második kötete.)
- 2010 – C'est une chose étrange à la fin que le monde (Végül is különös dolog a világ) E címet a nagy francia költő, Louis Aragon 1954-ben írt "Que la vie en vaut la peine" című verséből kölcsönözte az író, annak első sora. Jean d'Ormesson e könyvében írja az aggastyánok bölcsességével: "Le passé s'éclaire à mesure qu'il s'éloigne." – A múlt megvilágosodik előttünk, ahogy távolodik tőlünk.(Éditions Robert Laffont)
- 2011 – La Conversation (A beszélgetés) (Éditions Héloïse d'Ormesson)
- 2012 – C'est l'amour que nous aimons (A szerelmet szeretjük) (Éditions Robert Laffont)
- 2013 – Un jour je m'en irai sans en avoir tout dit (Egy szép napon elmegyek anélkül, hogy mindent elmondtam volna róla) E címet – akárcsak 2010-es kötetének címét – Aragon "Que la vie en vaut la peine" című verséből kölcsönözte az író, annak második sora.(Éditions Robert Laffont)
- 2014 – Comme un chant d'espérance (A reménység éneke) (Éditions Héloïse d'Ormesson)
- 2015 – Dieu, les affaires et nous, chronique d'un demi-siècle (Isten, a botrányok és mi, fél évszázad krónikája) (Éditions Robert Laffont)
- 2016 – Je dirai malgré tout que cette vie fut belle (Én mégis azt mondom, szép volt ez az élet) (Ez már a harmadik könyvcím, amelyet az író Aragon "Que la vie en vaut la peine" című verséből kölcsönzött, annak utolsó sora.) (Éditions Gallimard)
- 2016 – Guide des égarés (Kalauz a tanácstalanoknak) (Éditions Gallimard)
- 2018 – Et moi, je vis toujours (És én még mindig élek) (Éditions Gallimard)
- 2018 – Un Hosanna sans fin (Soha véget nem érő hozsánna) (Éditions Héloïse d'Ormesson)

### Magyarul
- Jean d'Ormesson: A reménység éneke; ford. Kállay Tamás; Szt. István Társulat, Bp., 2019